# Mikel Landa
Mikel Landa Meana (Murgia, 13 december 1989) is een Spaanse wielrenner die anno 2024 rijdt voor Soudal Quick-Step.

## Carrière
Landa gold als een van de nieuwe talenten van Euskaltel-Euskadi. Hij wist al als vijfde in het eindklassement van de Ronde van de Toekomst te eindigen. In 2011 won hij op mooie wijze de vijfde etappe, tevens koninginnenrit, van de Ronde van Burgos. Hij loste in deze rit onder andere Joaquim Rodríguez, Juan José Cobo en Samuel Sánchez. In 2014 verhuisde Landa naar Astana Pro Team, na de ondergang van zijn vorige ploeg, Euskaltel-Euskadi.
In 2015 viel Landa pas echt op met een tweede plek in het eindklassement van de Ronde van Trentino. Ook startte hij in de Giro, om daar kopman Fabio Aru te ondersteunen. Bergop bleek Landa een van de sterksten en dat resulteerde in twee etappeoverwinningen. Landa won de vijftiende etappe, een bergrit met aankomst op Madonna di Campiglio. Twee dagen later wist hij ook de zestiende etappe, met onderweg de Mortirolo, te winnen. In de twintigste etappe kwam Landa als eerste boven op de Colle delle Finestre, het hoogste punt Giro. Hierdoor mocht hij de Cima Coppi in ontvangst nemen. Landa werd uiteindelijk derde in het eindklassement. Ook won hij de koninginnenrit van de Vuelta dat jaar. Na afloop van het seizoen vertrok hij naar het Britse Team Sky, waar hij na het vertrek van Richie Porte een van de kopmannen zou zijn. Zijn debuut maakte hij in de Internationale Wielerweek. In april wist hij de tweede etappe van de Ronde van het Baskenland te winnen door Wilco Kelderman bergop te verslaan. De Ronde van Italië liep vervolgens uit op een teleurstelling: in de tiende etappe moest de Bask de strijd staken als gevolg van ziekte door een pollenallergie.
Na twee jaar bij Team Sky verhuisde Landa in 2018 naar Movistar. Hier deelt hij het kopmanschap met Alejandro Valverde en Nairo Quintana.
Sinds 2020 rijdt Landa voor Bahrain McLaren. Per seizoen 2024 rijdt hij voor Soudal Quick-Step.

## Palmares

### Overwinningen
2011
5e etappe Ronde van Burgos
Bergklassement Ronde van Burgos
2014
4e etappe Ronde van Trentino
2015
5e etappe Ronde van het Baskenland
15e en 16e etappe Ronde van Italië
2e etappe Ronde van Burgos (ploegentijdrit)
11e etappe Ronde van Spanje
2016
2e etappe Ronde van het Baskenland
2e etappe Ronde van Trentino
Eind- en bergklassement Ronde van Trentino
2017
19e etappe Ronde van Italië
 Bergklassement Ronde van Italië
1e en 3e etappe Ronde van Burgos
Eind-, punten- en bergklassement Ronde van Burgos
2018
4e etappe Tirreno Adriatico
2019
2e etappe Internationale Wielerweek
2020
Puntenklassement Ronde van Burgos
2021
Eindklassement Ronde van Burgos

### Resultaten in voornaamste wedstrijden
| Jaar | Ronde van Italië | Ronde van Frankrijk | Ronde van Spanje |
| ---- | ---------------- | ------------------- | ---------------- |
| 2011 |                  |                     |                  |
| 2012 |                  |                     | 69e              |
| 2013 |                  |                     | 39e              |
| 2014 | 34e              |                     | 28e              |
| 2015 | ↑ (2)            |                     | 25e (1)          |
| 2016 | opgave           | 35e                 |                  |
| 2017 | 17e (1)          | 4e                  |                  |
| 2018 |                  | 7e                  |                  |
| 2019 | 4e               | 6e                  |                  |
| 2020 |                  | 4e                  |                  |
| 2021 | opgave           |                     | opgave           |
| 2022 | ↑                |                     | 15e              |
| 2023 |                  | 19e                 | 5e               |
| 2024 |                  | 5e                  | 8e               |
| 2025 | opgave           |                     |                  |

| Jaar | Milaan-San Remo | Amstel Gold Race | Luik-Bast.‑Luik | Ronde van Lombardije | Waalse Pijl | Clásica San Sebastián |  | WK op de weg |  | Wereldranglijsten     |
| ---- | --------------- | ---------------- | --------------- | -------------------- | ----------- | --------------------- |  | ------------ |  | --------------------- |
| 2011 |                 |                  |                 | opgave               |             | 69e                   |  |              |  |                       |
| 2012 | 133e            |                  |                 | opgave               |             | 63e                   |  |              |  |                       |
| 2013 |                 | opgave           |                 | 21e                  | opgave      | 6e                    |  |              |  | 115e (UWT)            |
| 2014 |                 |                  |                 | opgave               |             | 51e                   |  |              |  |                       |
| 2015 |                 |                  |                 | 29e                  |             | 65e                   |  |              |  | 34e (UWT) 27e (UWR)   |
| 2016 |                 |                  |                 | opgave               |             | 67e                   |  |              |  | 178e (UWT) 139e (UWR) |
| 2017 |                 |                  |                 | opgave               |             | 5e                    |  |              |  | 28e (UWT) 26e (UWR)   |
| 2018 |                 | 36e              | 59e             |                      | 42e         | opgave                |  |              |  | 40e (UWT) 55e (UWR)   |
| 2019 | 147e            |                  | 7e              | opgave               |             | opgave                |  |              |  | 34e (UWR)             |
| 2020 |                 |                  | opgave          |                      | 100e        |                       |  | 16e          |  | 39e (UWR)             |
| 2021 |                 |                  |                 | opgave               |             | 34e                   |  |              |  | 63e (UWR)             |
| 2022 |                 |                  | 42e             | ↑                    |             |                       |  |              |  | 30e (UWR)             |
| 2023 |                 |                  | opgave          | opgave               | ↑           | 17e                   |  |              |  | 19e (UWR)             |
| 2024 |                 |                  |                 |                      |             | 33e                   |  | opgave       |  | 24e (UWR)             |
| 2025 |                 |                  |                 |                      |             |                       |  |              |  |                       |

### Resultaten in kleinere rondes
| Jaar | Tirreno-Adriatico | Ronde van Catalonië | Ronde van het Baskenland | Ronde van Romandië | Critérium du Dauphiné | Ronde van Peking / Ronde van Guangxi |
| ---- | ----------------- | ------------------- | ------------------------ | ------------------ | --------------------- | ------------------------------------ |
| 2011 |                   |                     |                          |                    | opgave                | 71e                                  |
| 2012 | 80e               |                     |                          | 35e                | 83e                   | 84e                                  |
| 2013 |                   | 33e                 | opgave                   | 78e                |                       | 43e                                  |
| 2014 |                   | 36e                 | 14e                      |                    |                       |                                      |
| 2015 |                   | 47e                 | 22e (1)                  |                    |                       |                                      |
| 2016 |                   |                     | 12e (1)                  |                    | 12e                   |                                      |
| 2017 | 31e               | opgave              |                          |                    |                       |                                      |
| 2018 | 16e (1)           |                     | 2e                       |                    |                       |                                      |
| 2019 |                   |                     | 7e                       |                    |                       |                                      |
| 2020 |                   |                     |                          |                    | 18e                   |                                      |
| 2021 | ↑                 |                     | 8e                       |                    |                       |                                      |
| 2022 | ↑                 |                     |                          |                    |                       |                                      |
| 2023 | 7e                | 5e                  | ↑                        |                    | 22e                   |                                      |
| 2024 |                   | ↑                   | opgave                   |                    |                       |                                      |

## Ploegen
- 2009 –  Orbea (stagiair vanaf 1-8)
- 2010 –  Orbea
- 2011 –  Euskaltel-Euskadi
- 2012 –  Euskaltel-Euskadi
- 2013 –  Euskaltel Euskadi
- 2014 –  Astana Pro Team
- 2015 –  Astana Pro Team
- 2016 –  Team Sky
- 2017 –  Team Sky
- 2018 –  Movistar Team
- 2019 –  Movistar Team
- 2020 –  Bahrain McLaren
- 2021 –  Bahrain-Victorious
- 2022 –  Bahrain-Victorious
- 2023 –  Bahrain Victorious
- 2024 –  Soudal-Quick Step
- 2025 –  Soudal Quick-Step

Antón ·
Aramendia ·
Astarloza ·
Azanza ·
Bilbao ·
Castroviejo ·
Cazaux ·
Fernández ·
Isasi ·
G. Izagirre ·
J. Izagirre ·
Landa ·
Martínez ·
Mínguez ·
Nieve ·
Oroz ·
A. Pérez ·
R. Pérez ·
Sánchez  ·
Sesma ·
Sicard ·
Txurruka ·
Urtasun ·
Velasco ·
Verdugo
Antón ·
Astarloza ·
Azanza ·
Bilbao ·
Cabedo ·
Cazaux ·
García ·
G. Izagirre ·
J. Izagirre ·
Landa ·
Martínez ·
Mínguez ·
Nieve ·
Oroz ·
A. Pérez ·
R. Pérez ·
Sáez de Arregui ·
Sánchez  ·
Sicard ·
Txurruka ·
Urtasun ·
Velasco ·
Verdugo
Aberasturi ·
Antón ·
Astarloza ·
Azanza ·
Bilbao ·
Bravo ·
Chaoufi (tot 12/08) ·
García ·
G. Izagirre ·
J. Izagirre ·
Kocjan ·
Landa ·
Lobato ·
Martínez ·
Mestre ·
Mínguez ·
Nieve ·
Oroz ·
Pérez ·
Radochla ·
Sáez de Arregui ·
Sánchez ·
Schulze ·
Serebrjakov (tot 06/04) ·
Sicard ·
Tamouridis ·
Txurruka ·
Urtasun ·
Verdugo ·
Vrečer
Agnoli · Aru · Božič · Brajkovič · Dyaçenko · Fominykh · Fuglsang · Gasparotto · Gavazzi · Groezdev · Guardini · Guarnieri · Hryvko · Huffman · V.Iglinski · M.Iglinski · Kamışev · Kangert · Kessiakoff · Landa · Loetsenko · Moeravjov · Nibali · Scarponi · Tiralongo · Tlewbajev · Vanotti · Westra · Zejts · Ayazbajev (stagiair) · Davïdenok (stagiair) · Qojatajev (stagiair)
Agnoli · Aru · Ayazbajev · Boom · Božič · Cataldo · De Vreese · Dyaçenko · Fominykh · Fuglsang · Groezdev · Guardini · Hryvko · Kamışev · Kangert · Landa · Loetsenko · López · Malacarne · Nibali · Qojatajev · Rosa · Sánchez · Scarponi · Taaramäe · Tiralongo · Tlewbajev · Vanotti · Westra · Zejts
Boswell · Deignan · Fenn · Froome · Gołaś · Seb.Henao · Ser.Henao · Intxausti · Kennaugh · Kiryjenka   · Knees · König · Kwiatkowski · Landa · López · Moscon · Nieve · Nordhaug · Peters · Poels · van Poppel · Puccio · Roche · Rowe · Stannard · Swift · Thomas · Viviani · Zandio · Doull (stagiair)
Boswell · Deignan · Dibben · Doull · Elissonde · Froome · Geoghegan Hart · Gołaś · Seb. Henao · Ser. Henao · Intxausti · Kennaugh · Kiryjenka · Knees · Kwiatkowski · Landa · López · Moscon · Nieve · Poels · van Poppel · Puccio · Rosa · Rowe · Stannard · Thomas · Viviani · Wiśniowski
Amador · Anacona · Arcas · Barbero · Bennati · Betancur · Bico · Carapaz · Carretero · Castrillo · de la Parte · Erviti · Fernández · Landa · Oliveira · Pedrero · D. Quintana · N. Quintana · Rojas · Rosón · Sepúlveda · Soler · Sütterlin · Valls · Valverde 
Amador · Anacona · Arcas · Barbero · Bennati · Betancur · Carapaz · Carretero · Castrillo · Erviti · Fernández · Landa · Mas · Oliveira · Pedrero · Prades · Quintana · Roelandts · Rojas · Rosón · Sepúlveda · Soler · Sütterlin · Valls · 
Valverde  · Verona
Arashiro · Battaglin · Bauhaus · Bilbao · Bole · Buitrago · Capecchi · Caruso · Cavendish · Colbrelli · Davies · Feng · García Cortina · Haller · Haussler · Inkelaar · Landa · Mohorič · Novak · Padoen · Pernsteiner · Pibernik · Poels · Sieberg · Teuns · Tratnik · Valls · Williams · Wright
Arashiro · Bauhaus · Bilbao · Buitrago · Capecchi · Caruso · Colbrelli  · Davies · Feng · Jack · Haller · Haussler · Inkelaar · Landa · Madan · Mäder · Milan· Mohorič · Novak · Padoen · Pernsteiner · Poels · Sieberg · Teuns · Tratnik · Valls · Williams · Wright
Arashiro · Bauhaus · Bilbao · Buitrago · Caruso · Colbrelli · Feng · Govekar (vanaf 1/6) · Gradek · Haig · Haussler · Landa · Maciejuk · Madan · Mäder · Milan· Mohorič · Novak · Osorio (tot 31/3) · Pernsteiner · Poels · Price-Pejtersen · Sánchez · Sütterlin · Teuns (tot 4/8) · Tratnik · Williams · Wright · Zambanini · Miholjević (stagiair)
Arashiro · Arndt · Bauhaus · Bilbao · Buitrago · Buratti (vanaf 12/4) · Caruso · Govekar · Gradek · Haig · Haussler (tot 7/4) · Kepplinger · Landa · Maciejuk · Madan · Mäder (overleden 16/7) · Miholjević · Milan· Mohorič · Pasqualon · Pernsteiner · Poels · Price-Pejtersen · Rajović · Scott · Sütterlin · Tiberi (vanaf 1/6) · Tu · Wright · Zambanini
Alaphilippe · Asgreen · Bastiaens · Cattaneo · Černý · Evenepoel      · Gelders · Hirt · Huby · Knox · Lampaert · Lamperti · Landa · Lecerf · Magnier · Masnada · Merlier · Moscon · Pedersen · Reinderink · Serry · Svrček · Van Lerberghe · Van Wilder · Vangheluwe · Vansevenant · Vervaeke · Warlop